# Bernard McNally
Pour les articles homonymes, voir McNally.
Bernard McNally, né le 17 février 1963 à Shrewsbury (Angleterre), est un footballeur nord-irlandais, qui évolue au poste de milieu de terrain à Shrewsbury Town et en équipe d'Irlande du Nord.
McNally n'a marqué aucun but lors de ses cinq sélections avec l'équipe d'Irlande du Nord entre 1986 et 1988.
En 2004, il se reconvertit en entraîneur et devient le nouveau manager de l'équipe anglaise de l'AFC Telford United où il reste deux saisons, puis, lors de la saison 2009-2011. En juin 2011, il devient le nouvel entraîneur du club gallois de Newtown en remplacement de Darren Ryan.

## Carrière de joueur
- 1980-1989 : Shrewsbury Town
- 1989-1995 : West Bromwich Albion

## Palmarès

### En équipe nationale
- 5 sélections et 0 but avec l'équipe d'Irlande du Nord entre 1986 et 1988.